# Grande Dent de Veisivi
Grande Dent de Veisivi är en bergstopp i Schweiz.   Den ligger i distriktet Hérens och kantonen Valais, i den södra delen av landet, 100 km söder om huvudstaden Bern. Toppen på Grande Dent de Veisivi är 3 418 meter över havet, eller 82 meter över den omgivande terrängen. Bredden vid basen är 0,39 km.
Terrängen runt Grande Dent de Veisivi är huvudsakligen mycket bergig. Närmaste större samhälle är Zermatt, 17,4 km öster om Grande Dent de Veisivi. 
Trakten runt Grande Dent de Veisivi består i huvudsak av gräsmarker. Runt Grande Dent de Veisivi är det glesbefolkat, med 10 invånare per kvadratkilometer.